# Libhošť

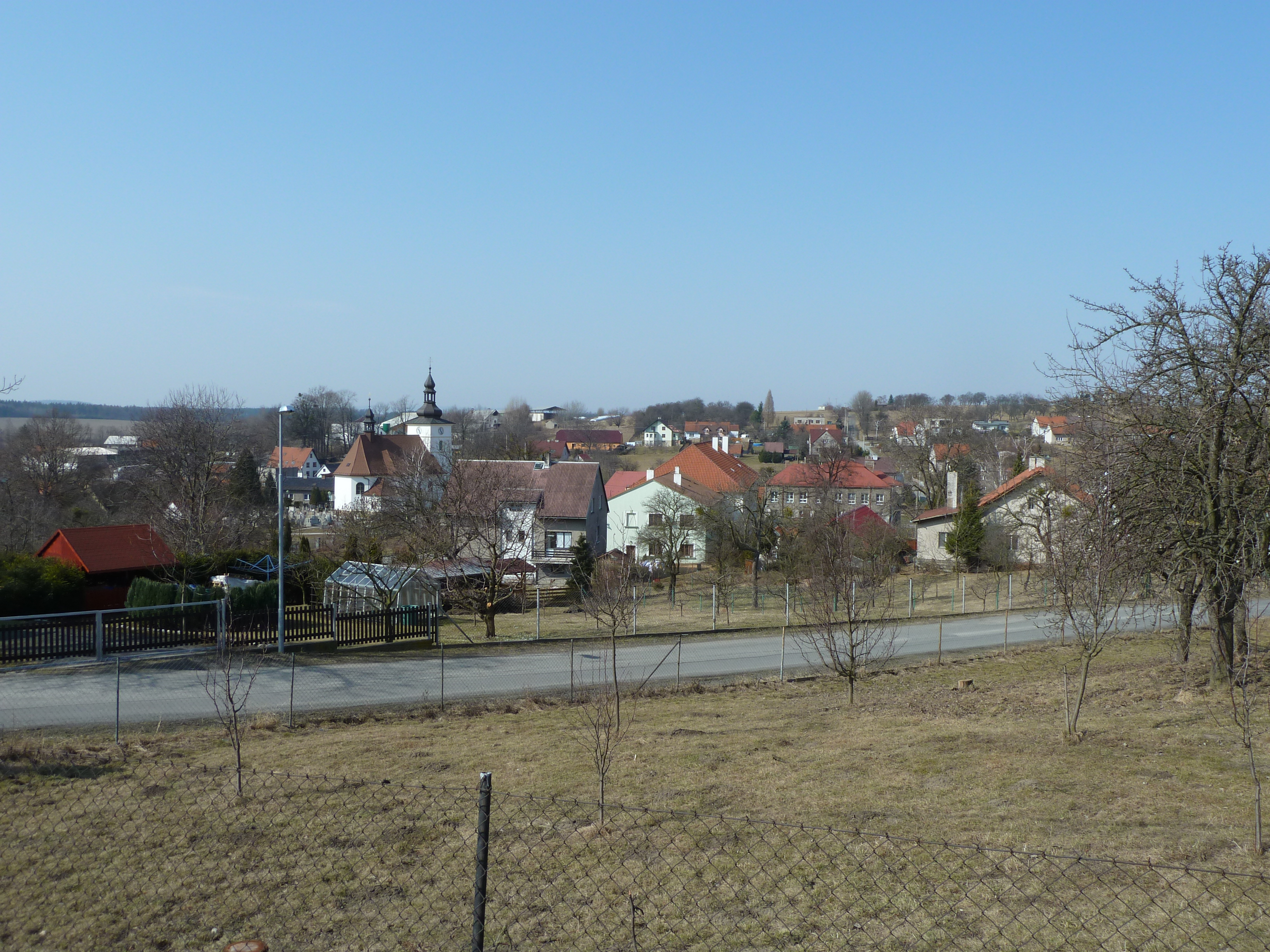
Ortsansicht

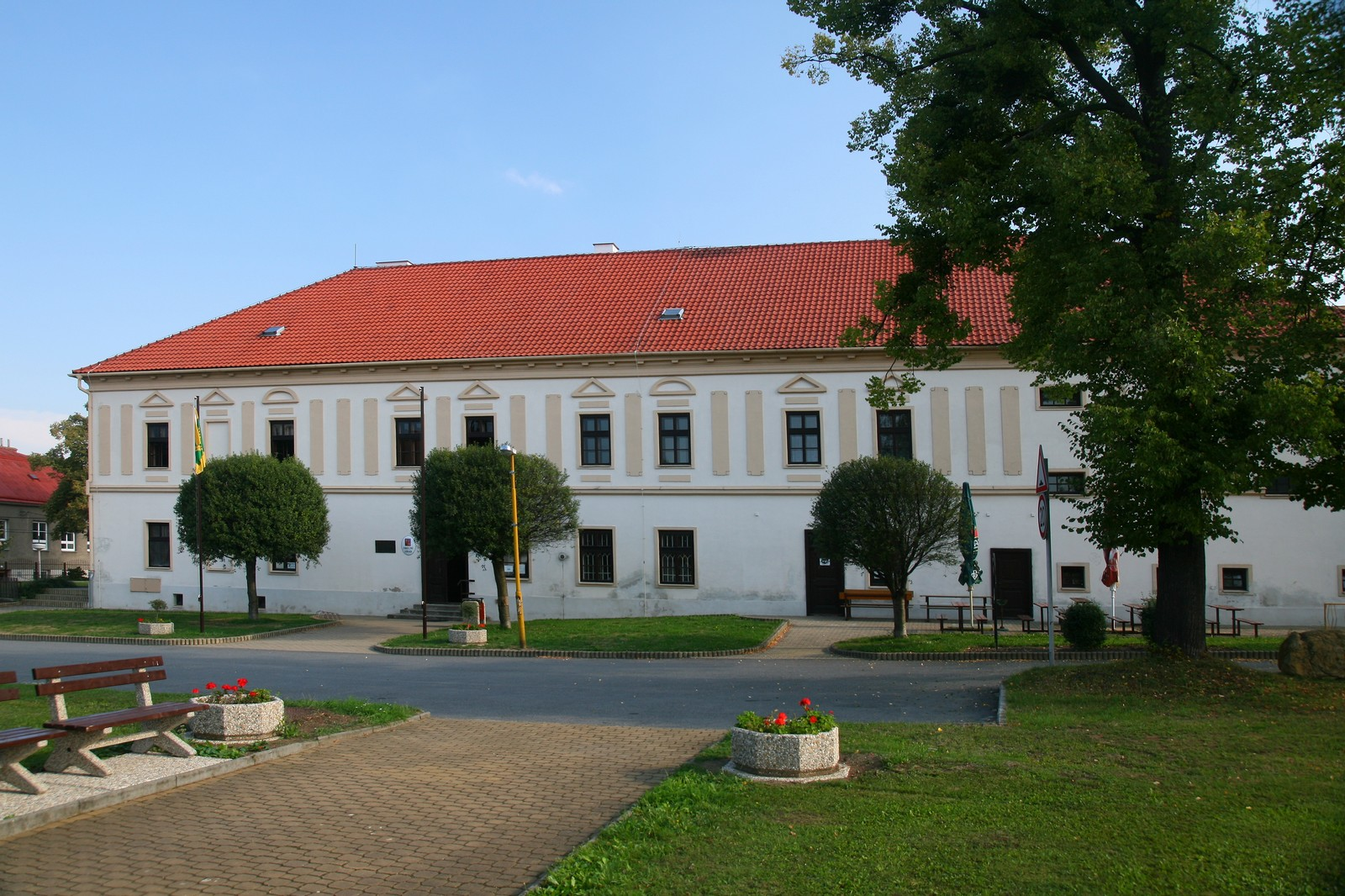
Vogtei

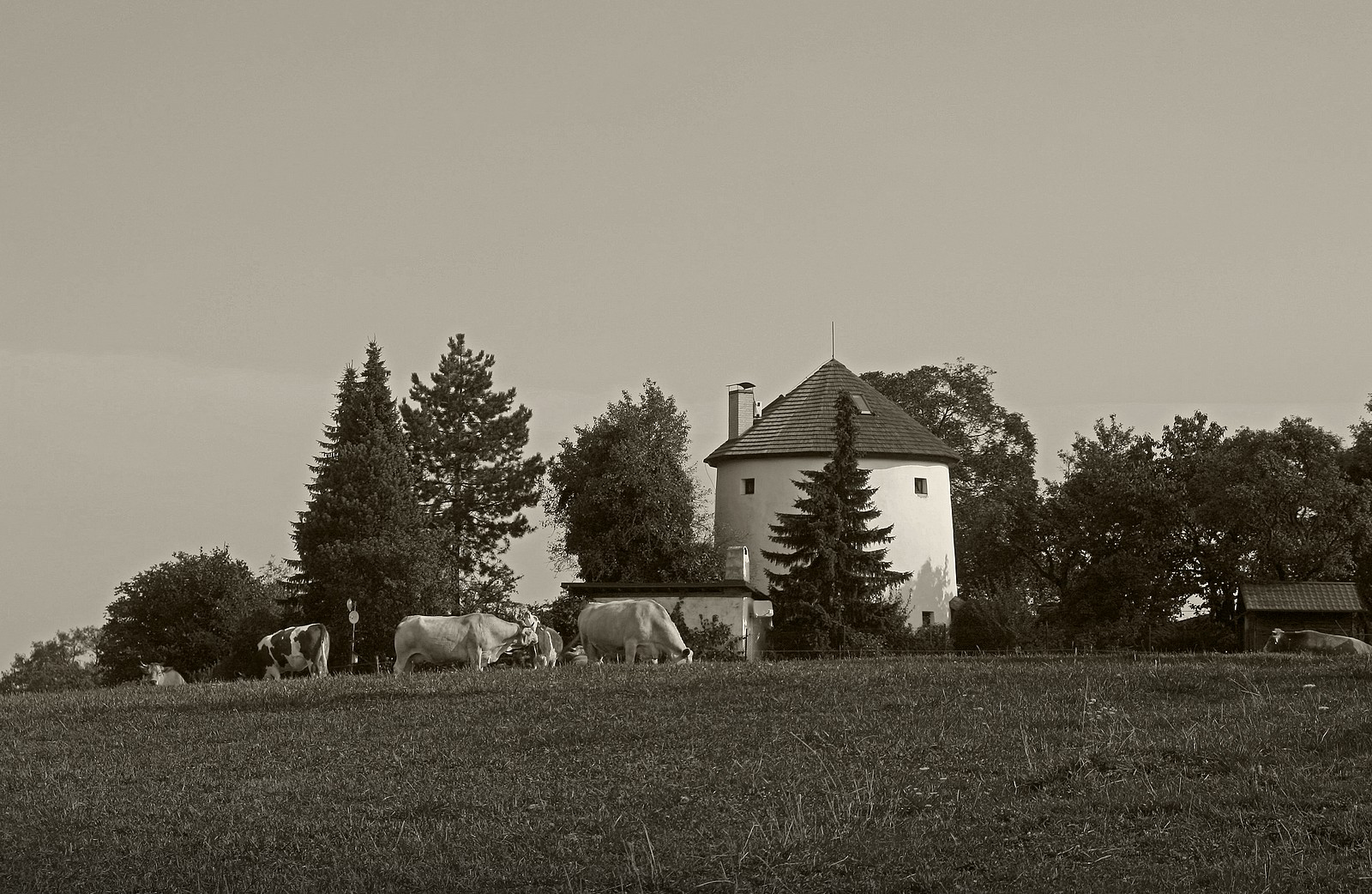
Windmühle Kulatina

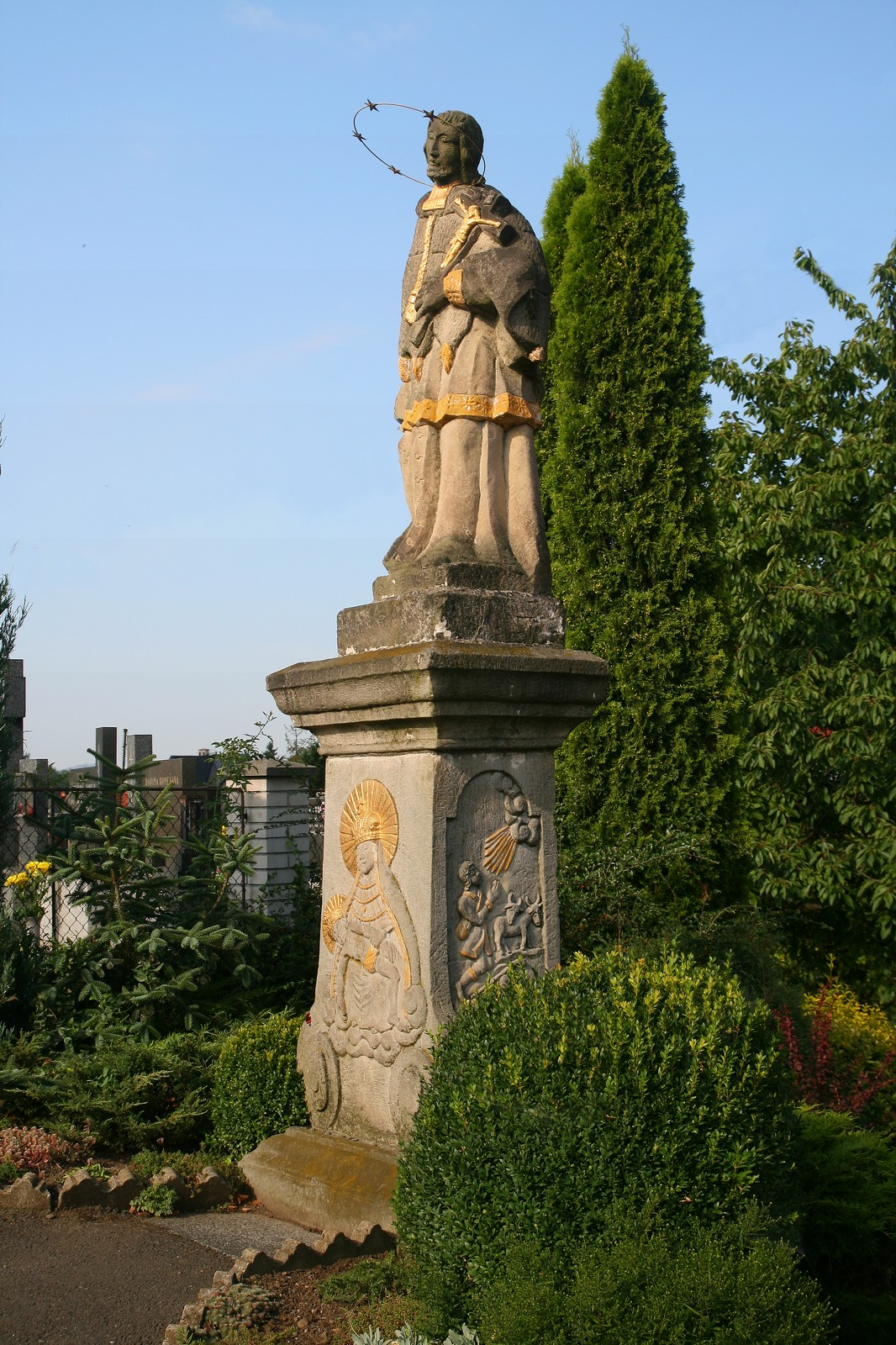
Statue des hl. Johannes von Nepomuk

Libhošť (deutsch Liebisch) ist eine Gemeinde in Tschechien. Sie liegt sechs Kilometer nordöstlich von Nový Jičín und gehört zum Okres Nový Jičín.

## Geographie
Libhošť befindet sich zwischen den Tälern des Bartošovický potok und der Sedlnice im Kuhländchen. Durch den unteren Teil des Dorfes fließt der Mlýnský potok. Nördlich erhebt sich der Břehy (326 m n.m.), im Osten der Vrše (328 m n.m.), südlich die Libhošťská hůrka (Hurka, 494 m n.m.). Im Süden und Osten verläuft die Staatsstraße I/48 zwischen Nový Jičín und Příbor.
Nachbarorte sind Bartošovice und Sedlnice im Norden, Borovec und Prchalov im Nordosten, Příbor und Na Koutech im Osten, Závišice im Südosten, Holotová, Rybské Paseky und Rybí im Süden, Sirkové Lázně, Žilina und Dolní Předměstí im Südwesten, Šenov u Nového Jičína im Westen sowie Kunín, Hukovice und Zámeček im Nordwesten.

## Geschichte
Das Dorf wurde wahrscheinlich um 1230 während des Landesausbaus als Waldhufendorf gegründet und ist eine der wenigen Ortschaften, die nicht entlang eines Bachlaufes angelegt wurden. Durch den Ort führte der Ochsenweg, ein bedeutsamer Handelsweg von und nach Galizien. Die erste schriftliche Erwähnung von Libhoscz erfolgte im Jahre 1411 unter den Gütern der Burg Stralenberg als Latzek (I.) von Krawarn auf Helfenstein seine Untertanen im Städtchen Stralenberg und den 16 Dörfer vom Heimfall befreite. Um 1430 erwarben die Herren von Cimburg die Herrschaft. 1437 verkauften die Testamentsvollstrecker des Ctibor von Cimburg und Křídlo auf Alttitschein dessen gesamte Güter an Wilhelm Puklitz von Posoritz. Die Raubritter Puklitz von Posoritz veräußerten die Herrschaft später an Heinrich von Boskowicz und Czernahor. 1478 verkauften dessen Söhne Tobias und Benedikt von Boskowicz und Czernahor die Herrschaft Stramberg mit dem Städtchen Stramberg sowie elf Dörfern, darunter Libosst, an Benedikt von Hustopetsch. Benedikts Sohn Latzek von Hustopetsch veräußerte die Herrschaft 1531 an Bernard von Zierotin auf Fulnek, der sie im Jahr darauf seinem Neffen Viktorin vererbte. Nach dem Tod des Viktorin von Zierotin teilten sich dessen beide Söhne im Jahre 1533 das Erbe; Wilhelm erhielt Alttitschein, seinem Bruder Friedrich fiel Neutitschein mit der Burg und dem Städtchen Stramberg sowie Liebisch und weiteren zehn Dörfern zu. 1558 kaufte sich die Stadt Neutitschein aus der Untertänigkeit frei und erwarb zudem auch Stramberg und die elf Dörfer. Nach der Schlacht am Weißen Berg konfiszierte König Ferdinand II. 1621 die Stadt Neutitschein mit ihren Gütern und verlieh die Herrschaft 1624 der Olmützer Jesuitenstiftung. Die Kirche in Liebisch war reich dotiert. 1655 errichtete der Pfarrer Wenzel Columban eine Stiftung zugunsten der Kirche. Nach dem Erlöschen der Pfarrei wurde die Kirche von Stramberger Pfarrei verwaltet. 1764 war das Vermögen der Kirche – bei jährlichen Ausgaben von 15 Gulden –  auf über 904 Gulden angewachsen. 1772 zerstörte ein Großbrand das gesamte Ortszentrum. Im Jahre 1776 begann im Zusammenhang mit der Mission des Nikolsburger Propstes Johann Leopold von Hay in die Walachei und Lachei der Bau einer neuen Kirche; im Jahr darauf stiftete der Freiberger Bürger Augustin Knauer der Kirche mit einem Stammvermögen von 8000 Gulden einen Lokalpfarrer. Das Pfarrhaus wurde 1778 errichtet, in einer Kammer wurde eine Schule eingerichtet. Nach der Aufhebung des Jesuitenordens wurde die Herrschaft Neutitschein 1781 ohne die Stadt Neutitschein, die 1775 wieder aus der Untertänigkeit befreit wurden war, der Theresianischen Ritterakademie in Wien übereignet. 1784 wurde die Lokalie zur Pfarrei erhoben.
Im Jahre 1835 bestand das im Prerauer Kreis an der von Weißkirchen nach Freiberg führenden Poststraße gelegene Dorf Liebisch bzw. Libosst aus 128 Häusern, in denen 828 Personen lebten. Haupterwerbsquelle bildete die Landwirtschaft, insbesondere die Rinderzucht. Unter dem Patronat des Religionsfonds standen die Filialkirche Jakobus des Großen und die Trivialschule; das Präsentationsrecht übte die Familie Knauer in Freiberg aus. Im Ort gab es eine Windmühle und eine Wassermühle. An der Hurka wurde ein Steinbruch betrieben. Bis zur Mitte des 19. Jahrhunderts blieb Liebisch der Herrschaft Neu-Titschein untertänig.
Nach der Aufhebung der Patrimonialherrschaften bildete Libhošť / Liebisch ab 1849 eine Gemeinde im Gerichtsbezirk Neutitschein. 1862 ließ die Gemeinde ein eigenes Schulhaus errichten. Ab 1869 gehörte Libhošť zum Bezirk Neutitschein. Zu dieser Zeit hatte das Dorf 1049 Einwohner und bestand aus 168 Häusern. 1882–1884 erfolgte eine Vergrößerung der Schule; der Bau wurde jedoch am 12. Juli 1882 durch einen Brand unterbrochen, bei dem zwölf Chaluppen in der Umgebung der Schule niederbrannten.
Im Jahre 1900 lebten in Libhošť 1373 Personen; 1910 waren es 1505.  Im Jahre 1930 bestand Libhošť aus 282 Häusern und hatte 1736 Einwohner. Nach dem Münchner Abkommen wurde das überwiegend mährischsprachige Dorf 1938 dem Deutschen Reich zugeschlagen. 1939 lebten in der Gemeinde 1864 Personen. Bis 1945 gehörte Liebisch  zum Landkreis Neu Titschein. Nach dem Ende des Zweiten Weltkrieges kam das Dorf zur Tschechoslowakei zurück, bis 1946 wurden die meisten deutschen Bewohner vertrieben. Im Jahre 1950 hatte Libhošť 1506 Einwohner. Zum 1. Januar 1976 wurde Libhošť nach Nový Jičín eingemeindet. Beim Zensus von 2001 lebten in den 474 Häusern von Libhošť 1645 Personen. Nach einem Referendum löste sich Libhošť am 1. Januar 2011 wieder von Nový Jičín los und bildete eine eigene Gemeinde.
Seit 2013 führt die Gemeinde ein Wappen und Banner.

## Gemeindegliederung
Für die Gemeinde Libhošť sind keine Ortsteile ausgewiesen. Zu Libhošť gehören die Ortslagen Dubiny, Dolní Předevsí, Horní Konec und Nad Mlýnem.

## Sehenswürdigkeiten
- Kirche Jakobus des Großen, errichtet 1776–1777 an der Stelle eines hölzernen Vorgängerbaus. Sie besitzt drei Altäre, das Blatt des Hochaltars wurde von Johann Sebastiny aus Proßnitz bemalt.
- Statue des hl. Johannes von Nepomuk, vor dem Eingang zur Kirche,  sie wurde wahrscheinlich 1777 im Zusammenhang mit der Wiedererrichtung der Pfarrei dort aufgestellt. Der Sockel mit spätgotischem Reliefdekor stammt vom Übergang des 15. zum 16. Jahrhundert.
- Pfarrhaus, erbaut 1777–1778, bus zur Mitte des 19. Jahrhunderts war darin auch die Schule und die Wohnung der Schulverwalters untergebracht.
- Vogtei, errichtet nach dem Brand von 1772, sie war wahrscheinlich eine wichtige Handelsstation am Ochsenweg mit Schänke und Stallungen, das Genäide wurde 1995 saniert. Neben der Gemeindeverwaltung sind darin Gemeinschaftsräume, eine Konditorei und eine Weinstube untergebracht.
- Schule, sie entstand 1862 und erhielt ihr heutiges Aussehen bei der Erweiterung von 1882 bis 1884
- Turmwindmühle Kulatina auf dem Břehy, sie wurde zu Beginn des 20. Jahrhunderts stillgelegt. Die Mühleinrichtung und das Windrad sind nicht mehr vorhanden.
- ehemalige Wassermühle Krutílkův mlýn, nach der Einstellung der Mühlbetriebs nutzten die Einwohner zumeist die Bokův mlýn in Sedlnice
- Denkmal der Gefallenen des Ersten Weltkrieges, geschaffen vom Bildhauer František Juráň aus Příbor, enthüllt 1931. Im Jahre 2004 wurde es renoviert.[5]